# 6345 Hideo
6345 Hideo è un asteroide della fascia principale. Scoperto nel 1994, presenta un'orbita caratterizzata da un semiasse maggiore pari a 3,1437217 UA e da un'eccentricità di 0,0919701, inclinata di 7,30884° rispetto all'eclittica.
L'asteroide è dedicato all'astronomo giapponese Hideo Fukushima.